# Cilika Dulić Kasiba
Cilika Dulić Kasiba (rođ. Cilika Dulić) (Subotica, 4. studenoga 1932.) je naivna umjetnica u tehnici slame i slikarica i ilustratorica dječjih slikovnica. Rodom je bačka Hrvatica. 
Članica je Katoličkog instituta za kulturu, povijest i duhovnost "Ivan Antunović".

## Životopis
Rođena je u Subotici 1932. Slikala je kao samouka. 
U razdoblju od 1961. do 1970. je naraslo zanimanje za izradu slika i skulptura od slame. Kao samouka slikarica se je priključila Likovnoj koloniji Grupi šestorice tavankutskog hrvatskog KUD-a Matija Gubec iste godine kad je ta osnovana, 1961. godine, zajedno s Margom Stipić. Marga Stipić i Mara Ivković Ivandekić su u toj Likovnoj sekciji započele svoj rad. U početku je slikala u tehnici ulja na platnu.
Nadahnuće za djela nalazila je u tradiciji bunjevačkih Hrvata, gdje se plelo slamu u svezi s žetvenom svečanošću Dužijancom (Dožejancom). Njen slikarski izraz "odiše posebnom poetikom i atmosferom minulih vremena. Neposrednost proživljenosti prizora unosi u njezine slike toplinu i iskrenost, a njezina mašta i kreativna nesputanost sadržajno bogatstvo koje odlikuju i njena novija djela".
Još ožujka 1962. je izlagala na izložbi slikara amatera u Tavankutu.
Od 14. do 22. veljače 1965. je imala svoju izložbu, gdje je izložila svoje radove zajedno s još nekoliko naivnih umjetnica iz KUD-a Matija Gubec (slikarice naivke Marga Stipić, Kata Rogić, slamarke Ana Milodanović, Đula Milodanović, Teza Milodanović) i slikara amatera. Bilo je to u Subotici, a izložba se zvala Amateri i naivci - Tavankut. Zbog velike pozornosti koju su privukle i povoljnih ocjena kritičara i javnosti, slamarke više nisu morale izlagati zajedno sa slikarima, nego su od onda mogle izlagati samostalno.
Članicom kolonije je bila do 1972., godine kad su bile velike čistke nakon hrvatskog proljeća, kad je brojnim uglednim članovima (kao što su Stipan Šabić, Marko Vuković, Pero Skenderović, Naco Zelić, Ivan Balažević...) onemogućen rad u Društvu. Unatoč tome, djela joj se i izlagalo i poslije toga na izložbama Likovne kolonije. No, isto vrijeme je došlo do promjena u radu KUD-a. Rad Likovne sekcije zastaje, a u izložbama nakon toga, izlažu se samo djela nastala poslije 1972. godine i to samo slikarica koje su radile u tehnici slame, dok su vrsne naivne slikarice bile zapostavljene, iako su djela tih članica KUD-a Matija Gubec (kao što su Marija Vojnić, Jela Cvijanov, Cilika Dulić Kasiba, Marga Stipić, Nina Poljaković, Jela Cvijanov i ost.) bile cijenjene u naivnom slikarstvu SFRJ; pretpostavlja se da su se Marga Stipić i Marija Vojnić (koje su kao i Cilika Dulić Kasiba slikale uljem) zbog toga prebacile u potpunosti na slamarsku tehniku.
Od 1992. do danas je članicom obnovljene Likovne sekcije HKC Bunjevačko kolo iz Subotice. HKC-u Bunjevačko kolo se pridružila kao i još nekoliko članova Likovne sekcije KUD-a Matija Gubec (Šime Peić, Stipan Šabić i dr.). Ukupno je izlagala na oko 50 izložba, kako skupnih, tako i samostalnih (Zavod za kulturu vojvođanskih Hrvata, 28. lipnja 2010.
Ilustrirala je nekoliko dječjih knjiga i slikovnica (n.pr. Božji smiješak - Blažena Marija Propetog Petković, Disnotor i prelo Nedeljke A. Šarčević) te zbirku pripovjedaka Balinta Vujkova.
Crtačicom je crteža za prvi animirani film na bunjevačkoj ikavici Čukundidino zrno ora.
Neprekidno stvara slikarska djela. Redovna je sudionica likovnih kolonija. U povodu njena 80. rođendana, Galerija Prve kolonije naive u tehnici slame iz Tavankuta i Zavod za kulturu vojvođanskih Hrvata priređuju večer posvećenu njezinom stvaralaštvu.

## Priznanja
Njene slike su ušle u strogo sastavljene antologije izabranih djela jugoslavenske naivne umjetnosti, što je osobito bilo 1970-ih.
Djela joj se nalaze u većem broju galerija i muzeja po Srbiji te u privatnim zbirkama.
2006. godine joj je Likovni odjel Hrvatskog kulturnog centra Bunjevačko kolo priredio rođendansko slavlje
O radu Cilike Dulić je Rajko Ljubič snimio dokumentarni film, a po njenim slikama je napravio animirani film.
Olga Šram je u Klasju naših ravni br.3-4 iz 2005. objavila članak o ovoj slikarici.

## Vanjske poveznice
- HKPD Matija Gubec Tavankut  Arhivirana inačica izvorne stranice od 13. ožujka 2016. (Wayback Machine) Stranice posvećene prijašnjim članicama Likovne kolonije
- HKPD Matija Gubec Tavankut  Arhivirana inačica izvorne stranice od 4. veljače 2014. (Wayback Machine) Smjerom putokaza 1966., emisija Televizije Zagreb, govore Ana Milodanović i Cilika Dulić (datoteka veličine 896 KB, srednja kvaliteta zapisa)
- HKPD Matija Gubec Tavankut  Arhivirana inačica izvorne stranice od 3. veljače 2014. (Wayback Machine) S putovanja likovne sekcije u Grčku 1971., (Cilika Dulić na Akropolisu)
- HKPD Matija Gubec Tavankut  Arhivirana inačica izvorne stranice od 3. veljače 2014. (Wayback Machine) Slika Cilike Dulić: "Svatovi - tortari", ulje na lesonitu, 1969.
- HKPD Matija Gubec Tavankut  Arhivirana inačica izvorne stranice od 4. veljače 2014. (Wayback Machine) Slika Cilike Dulić: Kišeljenje kupusa, ulje na lesonitu, 1968.